# Nicolás Pareja
Nicolás Martín Pareja (ur. 19 stycznia 1984 w Buenos Aires) – argentyński piłkarz występujący na pozycji obrońcy.

## Kariera klubowa
Pareja zawodową karierę rozpoczynał w klubie AA Argentinos. W Primera División Argentina zadebiutował 11 września 2004 w wygranym 1:0 meczu z Arsenalem de Sarandí. W sezonie 2004/2005 był rezerwowym w Argentinos Juniors (15 meczów), ale od początku następnego sezonu stał się jego podstawowym graczem. 10 lutego 2006 w wygranym 2:1 spotkaniu z CA Independiente zdobył pierwszą bramkę w Primera División Argentina. W Argentinos Juniors spędził da sezony. W tym czasie rozegrał tam 50 ligowych spotkań i strzelił jednego gola.
W lipcu 2006 roku za 2 miliony euro przeszedł do belgijskiego Anderlechtu. W pierwszej lidze belgijskiej pierwszy mecz rozegrał 20 sierpnia 2006 przeciwko KVC Westerlo (4:3). W sezonie 2006/2007 zdobył z klubem mistrzostwo Belgii i Superpuchar Belgii, a w następnym wywalczył z nim wicemistrzostwo Belgii oraz Puchar Belgii.
W sierpniu 2008 za kwotę 5 milionów euro został sprzedany do Espanyolu. W Primera División zadebiutował 24 września 2008 w przegranym 0:2 pojedynku z Sevilla FC. Pierwszego gola w trakcie gry w Primera División strzelił 11 stycznia 2009 w zremisowanym 2:2 spotkaniu z UD Almería. W sezonie 2008/2009 rozegrał 28 ligowych spotkań i zdobył 3 bramki, a Espanyol zajął 10. miejsce w klasyfikacji końcowej Primera División.
W 2010 roku Pareja został piłkarzem Spartaka Moskwa. Zadebiutował w nim 21 sierpnia 2010 w wygranym 4:2 domowym spotkaniu z Tomem Tomsk.

## Kariera reprezentacyjna
W 2008 roku Pareja został powołany do reprezentacja Argentyny U-23 na Letnie Igrzyska Olimpijskie, na których jego reprezentacja zdobyła złoty medal.